# Année (astronomie)
Pour les articles homonymes, voir Année.
Une année est une unité de temps exprimant la durée entre deux occurrences d'un événement lié à la révolution de la Terre autour du Soleil.
Il n'existe pas à proprement parler d'une définition unique de l'année, mais d'un ensemble de définitions conduisant à des durées proches suivant les phénomènes — astronomiques ou non — qui servent à la mesurer.

## Année civile
Une année civile est l'intervalle de temps entre deux dates successives portant le même nom dans un calendrier.
Le calendrier grégorien a pour but de conserver l'équinoxe de mars le plus près possible du 21 mars. La longueur moyenne d'une année grégorienne est de : 365,242 5 jours. (365 j 5 h 48 min 58 s, soit 13 s de plus que nos calculs en l'an 2000).
Brahmagupta, en Inde vers l'an 665 proposait 365 jours, 6 heures, 5 minutes et 19 secondes.

## Astronomie

### Année julienne
Une année julienne est une unité de temps définie exactement comme : 365,25 jours (1 jour = 86 400 s).
Il s'agit de l'unité ordinaire utilisée dans divers contextes scientifiques. (Symbole « a » ; multiples : 1 ka = 1 000 a ; 1 Ma = 1 000 ka = 1 000 000 a ; 1 Ga = 1 000 Ma = 109a = 1 000 000 000a ).

### Année sidérale
Une année sidérale est l'intervalle de temps durant lequel la Terre effectue une révolution complète de son orbite, mesurée dans un référentiel fixe ; c’est-à-dire qu'il s'agit du temps mis pour que, vu depuis la Terre, le Soleil retrouve la même position par rapport aux étoiles sur la sphère céleste.
Une année sidérale dure en moyenne (époque J2000.0) : 365,256363051 j (soit 365 j 6 h 9 min 9,7676 s ou encore 1,000 017 421 08 a).

### Année tropique (année solaire)
L'année tropique est « l'année des retours des saisons » et elle constitue la base des calendriers solaires.
Dans son acception contemporaine en science moderne, l'année tropique est définie comme l'intervalle de temps dans lequel la longitude moyenne du Soleil sur son orbite apparente, qu'est l'écliptique, croît de 360°.
Cette définition moderne tient compte du commencement de toutes les saisons et en donne sa valeur moyenne.
Jusqu'à une époque récente, on confondait généralement l'année tropique et « l'année vernale », c'est-à-dire l’intervalle de temps qui s’écoule entre deux passages successifs du Soleil à l’équinoxe vernal. Cette définition ancienne ne tenait donc pas compte du début du printemps septentrional uniquement. En réalité l'année vernale et l'année tropique sont bien différentes.
En l'an 2000, J2000.0, l'année tropique proprement dite, donc moyennée sur tous les points de l'écliptique, valait : 365,242 189 8 j (soit 365 j 5 h 48 min 45,198 s ou encore 31 556 925,198 s). Selon une proposition de Johann Heinrich von Mädler une très bonne approximation est 365 + 31/128 j (ou 365 + 1/4 - 1/128 j, soit 365 j 5 h 48 min 45 s).
Elle diminue régulièrement, actuellement, d'environ 0,530 3 s par siècle.
L'intérêt de la proposition de Mädler réside donc dans le fait qu'en supprimant 1 jour tous les 3200 ans, donc tous les 8 cycles de 400 ans, l'année civile ne se décale plus, en 3200 ans, que de 10 min 35,904 s en retard par rapport à l'année tropique de 2000, contre 57 min 36 s pour une année civile de 365,2422 j. Si on tient compte du ralentissement de 0,530 s par siècle, le ralentissement total étant de 0,530*n*(n+1)/2 siècles, au bout de 32 siècles le décalage est même de seulement 5 min 56 s en retard en l'an 5200, au bout de 64 siècles le décalage est de 2 min 49,41 s toujours en retard en l'an 8400, et au bout de 96 siècles le décalage est de 5 m 20 s en avance en l'an 11 600. En allant plus loin il faudrait 19 cycles de 3200 ans pour se décaler d'une seule journée, soit 60 800 ans.

### Année anomalistique
Une année anomalistique est l'intervalle de temps mis pour que la Terre effectue une révolution par rapport au périhélie de son orbite. L'orbite de la Terre étant elliptique, la Terre est au plus proche du Soleil à son périhélie (le 2 janvier en 2000) et au plus loin à son aphélie (le 2 juillet en 2000).
À cause de perturbations gravitationnelles des autres planètes, la forme et l'orientation de cette orbite n'est pas fixe et les apsides avancent lentement dans un référentiel fixe, suivant un cycle d'environ 112 000 ans. L'année anomalistique est ainsi légèrement plus longue que les années sidérale et tropique.
L'année anomalistique dure en moyenne (époque J2000.0) : 365,259 635 864 j (soit 365 j 6 h 13 min 52,539 s ou encore 1,000 026 381 56 a).

### Année draconitique
Une année draconitique, aussi dénommée année écliptique, est le temps mis par le Soleil (observé depuis la Terre) pour effectuer une révolution par rapport au nœud ascendant lunaire (le point où l'orbite de la Lune coupe l'écliptique du sud au nord). Autrement dit, c'est l'intervalle de temps qui sépare deux passages consécutifs du Soleil par le nœud ascendant de l'orbite lunaire. L'orbite lunaire subissant une précession relativement rapide, cette année est considérablement plus courte que les autres années astronomiques. Cette période est associée aux éclipses, qui se produisent lorsque le Soleil et la Lune sont proches de ces nœuds ; les éclipses se produisent donc dans un intervalle d'un mois (environ) : la « saison d'éclipses », toutes les demi-années draconitiques.
L'année draconitique dure en moyenne : 346,620075883 j (soit 346 j 14 h 52 min 54 s, époque J2000.0).

### Année gaussienne
Une année gaussienne est l'année sidérale d'une planète hypothétique d'une masse négligeable par rapport à celle du Soleil, dont l'orbite ne serait pas perturbée par les autres planètes et qui serait gouvernée par la constante gravitationnelle de Gauss (dans le cadre de la troisième loi de Kepler).
L'année gaussienne est égale à : 365,2568983 j (soit 365 j 6 h 9 min 56 s).

### Année besselienne
Une année besselienne est une année tropique qui débute lorsqu'un Soleil fictif atteint une longitude moyenne de 280°.

### Grande année
Une grande année ou année platonique correspond à une révolution complète des équinoxes autour de l'écliptique. Sa durée est d'environ 25 700 ans, mais elle ne peut pas être déterminée précisément, la vitesse de précession étant variable.

### Année héliaque
Une année héliaque est l'intervalle de temps situé entre deux levers héliaques d'une étoile. Elle est proche d'une année sidérale, mis à part les différences dues au mouvement propre de l'étoile et à la précession des équinoxes.

### Année sothiaque
Une année sothiaque est l'intervalle de temps entre deux levers héliaques de Sirius. Elle est très proche de l'année julienne de : 365,25 jours.

## Changements
La durée exacte d'une année astronomique varie au cours du temps. Les causes principales de changement sont :
- La précession des équinoxes, qui décale la position des équinoxes par rapport aux apsides de l'orbite terrestre (le grand axe). 
 Une position tropique donnée, par exemple les solstices ou les équinoxes (ou une autre position quelconque) se déplaçant vers le périhélie se produit avec une période décroissante d'année en année, car l'arc non parcouru devient plus petit et dans un secteur de vitesse de parcours croissante ; une autre se déplaçant vers l'aphélie se produit avec une période croissante, pour les raisons inverses. 
 Néanmoins, ceci ne fait varier que la période entre des points particuliers de l'orbite, la période moyenne reste constante.
- L'influence gravitationnelle de la Lune et des autres planètes, qui modifie l'orbite de la Terre autour du Soleil ; de manière chaotique à long terme, mais dans un certain intervalle bien inférieur aux orbites des planètes voisines[2].
- Les forces de marée entre la Terre, la Lune et le Soleil augmentent la durée du jour et du mois ; et, dans une bien moins grande mesure, tendent aussi à augmenter la durée de l'année[3],[4]. Cette augmentation de la durée du jour solaire moyen modifie la longueur (relative) de l'année, dont le nombre de jours qu'elle comporte diminue au cours des ères[5].
- À long terme, la diminution de la masse totale du Soleil, causée par le vent solaire (~ 1 million de tonnes par seconde) et la radiation de l'énergie générée par la fusion nucléaire en son cœur et rayonnée en surface (~ 4,3 millions de tonnes par seconde), tendent à augmenter la période orbitale de la Terre (approximativement 1,25 microseconde de plus par année[6]). 
 Ce qui induit une tendance à l'éloignement de ~ 4 mm/an[7].[réf. nécessaire]
- D'autres effets extrêmement faibles tendraient au contraire à réduire la période orbitale terrestre : par l'effet Poynting-Robertson (environ 30 nanosecondes par année)[réf. souhaitée] ; ainsi que par radiation gravitationnelle (environ 110 attosecondes par année[8]). 
 Cette dernière aurait induit un rapprochement de la distance Terre - Soleil de seulement environ 2,4 millimètres depuis la formation de la Terre[9].
- Lors des temps passés, comme au Paléozoïque, la Terre tournant plus vite sur elle-même, la durée d'une année comptait donc davantage de jours et il fallait par exemple environ 450 jours au Silurien pour passer à une nouvelle année.

## Comparaisons
- 353, 354 ou 355 jours : longueur des années régulières dans certains calendriers luni-solaires.
- 354,37 jours : 12 mois lunaires ; durée moyenne d'une année dans les calendriers lunaires (calendrier hégirien).
- 365 jours : année régulière dans la plupart des calendriers solaires.
- 365,24219 jours : année tropique moyenne aux alentours de l'an 2000.
- 365,2425 jours : durée moyenne d'une année dans le calendrier grégorien.
- 365,25 jours : durée moyenne d'une année dans le calendrier julien.
- 365,25636 jours : année sidérale.
- 366 jours : année bissextile dans de nombreux calendriers solaires.
- 383, 384 ou 385 jours : longueur des années bissextiles dans certains calendriers luni-solaires.
- 383,9 jours : 13 mois lunaires ; une année bissextile dans certains calendriers luni-solaires.

Le tableau suivant donne une comparaison entre les différentes années astronomiques :
| Année         | Secondes   | Jours solaires | Jours sidéraux |
| ------------- | ---------- | -------------- | -------------- |
| Tropique      | 31 556 925 | 365,242190517  | 366,24257448   |
| Julienne      | 31 557 600 | 365,250000000  | 366,25040620   |
| Sidérale      | 31 558 149 | 365,256363051  | 366,25677777   |
| Anomalistique | 31 558 433 | 365,259635864  | 366,26006846   |
| Draconitique  | 29 947 975 | 346,620075883  | 347,56945550   |

- 1 jour solaire = 86 400 s.
- 1 jour sidéral = 86 164 s.